# Krvavá pani (The Bloody Lady)
Krvavá pani (en eslovaco, La dama sangrienta) es una película de animación eslovaca rodada por Viktor Kubal en 1980. Tras la película Zbojník Jurko (1976), es el segundo largometraje de animación del director (el tercero es la película Marcipánová rozprávka). Viktor Kubal es el autor de la historia, guion y dirección. El dramaturgo era Rudolf Urc. La película fue creada en el estudio de cortometrajes de Bratislava y se estrenó el 12 de febrero de 1981.  

## Argumento
La película comienza con las primeras palabras de la actriz eslovaca Jela Lukešová, y se basa en la leyenda de la Chachtická pani, que supuestamente se bañó con la sangre de muchachas vírgenes para preservar la juventud y la belleza eterna.
La historia tiene lugar en el castillo de Čachtice, donde vive la bella Isabel Bathory. A todo el mundo le gusta mucho, incluso los animales siempre están contentos de verla. La dama Čachtka es agradable y acogedora con todos y es una monarca devota para su pueblo.
Un día, como tiene costumbre, va a pasear por el bosque cercano. Aquí muchos animales le han preparado varios espectáculos. Isabel es feliz, cantando para sí misma y recogiendo flores. Pero pronto empieza a llover. No sabe dónde esconderse, pero cerca encuentra una casa de madera, donde un joven campesino la protege. Elizabeth se quita la ropa mojada y se acuesta agotada. Como cae enferma, debe quedarse un rato aquí, donde el joven la cuida, hasta que se recupere.
Mientras la tratan en algún sitio de la casa desconocida en el fondo del bosque, se declara el duelo en el castillo. Los habitantes del castillo y los criados están descontentos y piensan que Isabel ha muerto en algún lugar del bosque. Cuando la dama Čachtka se recupera, quiere volver al castillo. El joven que la cuidó se ha enamorado de ella y ella le devuelve su amor regalándole su corazón. Pero desde el momento en que pierde el corazón, se vuelve fría y despiadada. De camino a casa, empieza a dañar a los animales y a destruir todo lo que ve alrededor. Después de volver al castillo, todo el mundo la acoge con entusiasmo, pero sólo hasta que empiezan a darse cuenta de su malicia y frialdad emocional.
Un día, Isabel llama a una criada a su habitación para peinarse. Accidentalmente, le tira del pelo con demasiada fuerza, por lo que Isabel la castiga abofeteándola. La sangre de la chica corre por su mano. En ese momento fatídico, le parece sentir los efectos rejuvenecedores de la sangre y, a partir de ese momento, deja que su asistente asesine jóvenes doncellas, en cuya sangre se baña para preservar la juventud y la belleza eterna. Cada vez desaparecen más mujeres jóvenes en el pueblo y más allá. Cuando aún no es suficiente, Isabel hace construir una habitación subterránea secreta, a la que atrae a hombres y, posteriormente, también los asesina. Sin embargo, uno de ellos logra huir. Cuenta sus terribles experiencias a los aldeanos, que cada vez tienen más miedo. Las noticias sobre las acciones y el comportamiento frío de Isabel llegarán al joven que la salvó una vez en el bosque. Decide visitarla y devolverle el corazón dado. Sin embargo, ella le golpea y tira el corazón al suelo, donde su perro lo coge. El joven mata al perro y huye con el corazón.
Isabel es finalmente condenada a muerte por sus terribles acciones y emparedada en una torre del castillo. Sin embargo, su enamorado finalmente vuelve, irrumpe en su prisión y le devuelve su corazón de nuevo. Aunque la muerte se acerca para Isabel, una sonrisa aparece en su cara. La película termina con un plano de dos flores que simbolizan el amor de los personajes principales.

## Premios
En 1981, Viktor Kubal ganó el premio Jiří Trnka por la película Bloody Lady en el concurso de películas de animación del 21º Festival de Cine Infantil de Gottwaldov (actual Zlín).